# Avi Loeb
Avi Loeb (Beit Hanan, 26 febbraio 1962) è un fisico israeliano.
Abramo "Avi" Loeb (ebraico: אברהם (אבי) לייב) è un fisico teorico che lavora su astrofisica e cosmologia. È stato il presidente più longevo del Dipartimento di Astronomia di Harvard (2011-2020), direttore fondatore della Black Hole Initiative di Harvard (dal 2016) e direttore dell'Institute for Theory and Computation (dal 2007) all'interno dell'Harvard-Smithsonian Center for Astrophysics.

## Biografia
Nel dicembre 2012, la rivista Time ha selezionato Loeb come una delle 25 persone più influenti nello spazio.
Nel 2018, ha attirato l'attenzione dei media per aver suggerito che veicoli spaziali alieni potrebbero essere nel nostro sistema solare, usando il comportamento anomalo di 1I/'Oumuamua come esempio.
Il 27 novembre 2018, Loeb e Amir Siraj, uno studente universitario dell'Harvard College, hanno proposto una ricerca di oggetti simili a Oumuamua che potrebbero essere intrappolati nel Sistema solare a causa della perdita di energia orbitale attraverso un incontro ravvicinato con Giove.
Nel 2020, Loeb ha pubblicato uno studio sulla possibilità che la vita possa propagarsi da un pianeta all'altro.
Nel luglio 2021 Loeb ha fondato il Progetto Galileo per la ricerca scientifica sistematica di prove di artefatti tecnologici extraterrestri.